# 副楯齒龍屬
副楯齒龍屬（屬名：Paraplacodus）又名副盾齒龍，意思是“幾乎是楯齒龍”，身長約1.5公尺。副楯齒龍屬於楯齒龍目，生存於三疊紀的安尼階到拉丁階。目前只有模式種P. broilli被發現，化石發現於義大利北部，由Bernard Peyer在1931年命名。屬名顯示牠們類似楯齒龍，但牠們外表上也極度類似Saurosphargis。

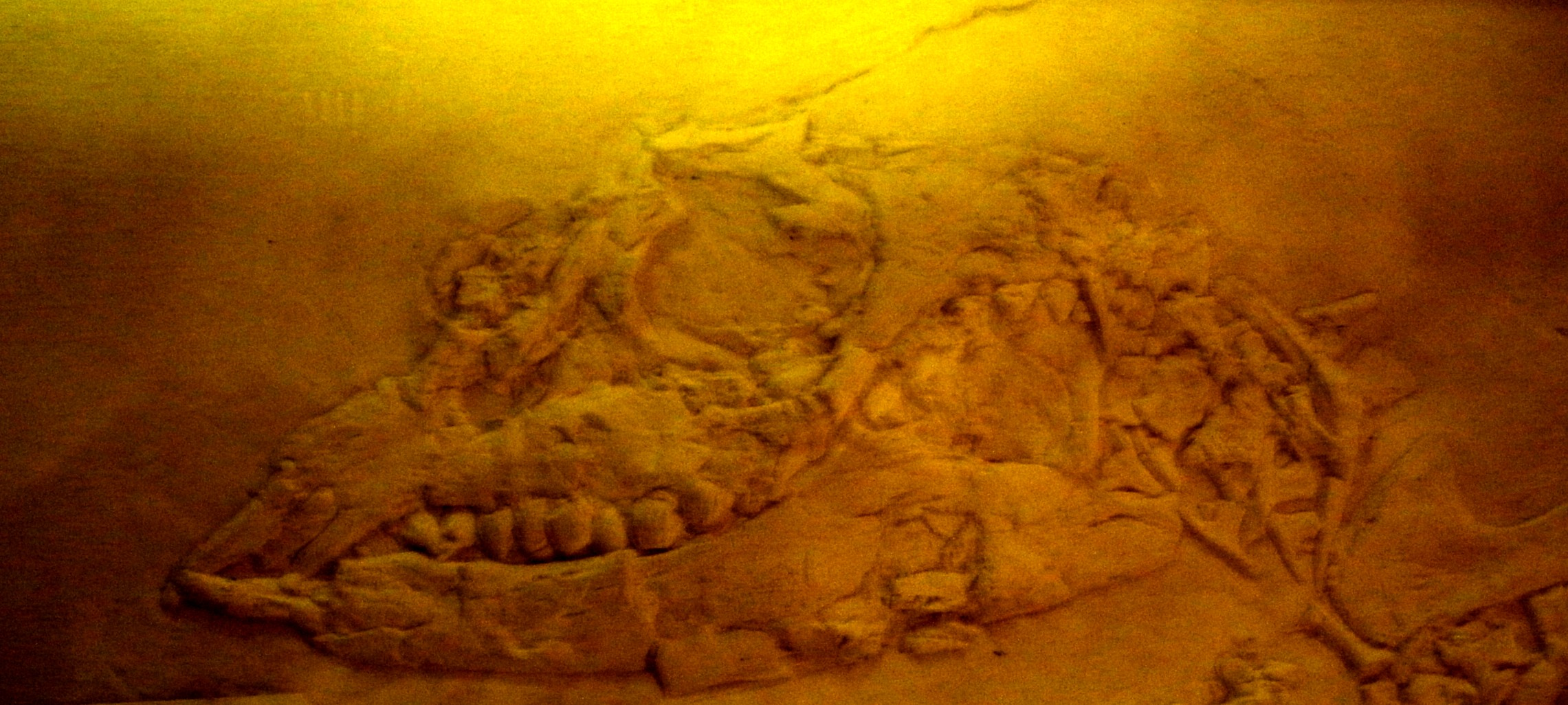
副楯齒龍的頭部化石

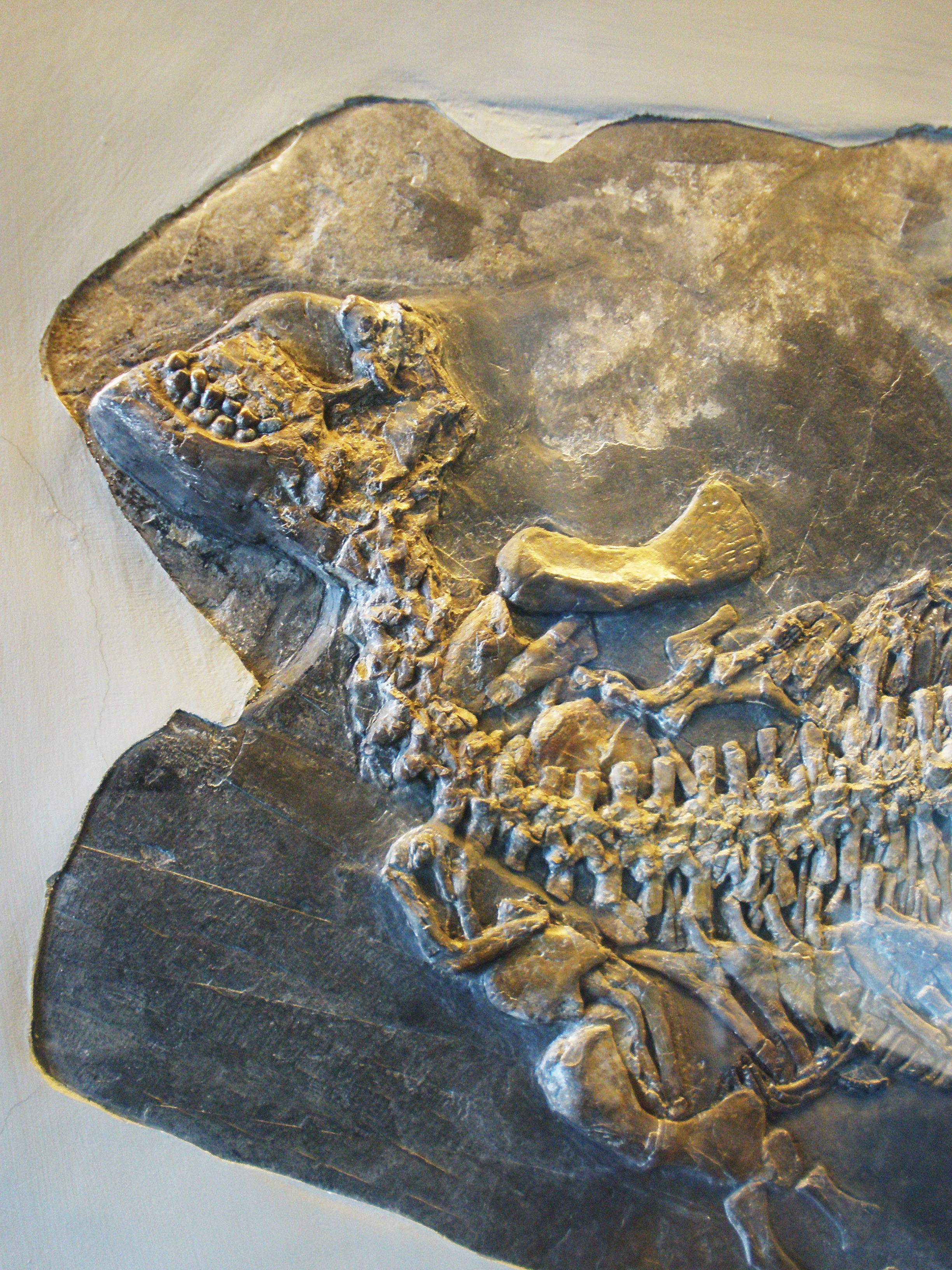
副楯齒龍的上半身化石

如同所有已知的楯齒龍類，副楯齒龍是種海生爬行動物，並主要以貝類為生。大部分已發現的楯齒龍目可分為兩群：沒有護甲的楯齒龍超科，外型看似大型、有鱗、佈滿牙齒的蠑螈；以及有護甲的豆齒龍超科，外型類似有厚重護甲的烏龜。副楯齒龍可歸類於類似楯齒龍超科。
副楯齒龍的頜部已演化成以貝類為食，頜部前部有兩排突出的牙齒，上排有三對突出的牙齒，上下頜有用來壓碎的圓形牙齒。厚肋骨形成類似箱子的胸腔，能讓副楯齒龍在海床上獵食食物。